# Зилоти (православље)
Зилоти (гр. ζηλωτεσ) или у преводу са грчког ревнитељи је назив верског покрета у православљу, познатог и као истинито православље или зилотизам. Канонске помесне православне цркве сматрају их расколницима. Они сами себе не називају зилотима већ истинским православним хришћанима (ИПХ) или истинском православном црквом (ИПЦ). Противе се, како тврде, „екуменском уједињењу“ свих хришћанских доминација и религија у једну глобалну  Цркву, за шта оптужују канонску Православну цркву. Узроци одвајања од канонског Православља зилота или истинских православних хришћана састоје се из три тачке: екуменизма, сергијанизма и реформе календара.
Почетком и средином XX века готово у свим православним црквама дошло је до одвајања једног дела епископа, свештенства и верног народа.
У Русији после бољшевичке револуције у СССР део клира и верног народа предвођен епископима исповедницима због осуде делатности митрополита Сергија Старгородског који је пристао на сарадњу са богоборним совјетским властима, услед прогона, био је приморан да се повуче у илегалу те су због тога прозвани Катакомбном Црквом. Други део руских епископа је емигрирао у Краљевину Југославију и у Сремским Карловцима уз подршку Српске Православне Цркве 1921. године основао Руску Православну Заграничну Цркву (РПЗЦ) на челу са митрополитом Антонијем Храповицким која такође није признала сергијанску Московску Патријаршију. У време појаве екуменизма епископи РПЗЦ на челу са митрополитом Филаретом Вознесенским на Сабору у Мансонвилу 1985. године анатемисали су екуменизам као јерес.
У Грчкој, Румунији и Бугарској током календарских реформи (1924 - 1968.) део клира и верног народа није прихватио промену црквеног календара осудивши новокалендарску јерархију као новаторску и расколничку. Тако су настале старокалендарске цркве које такође противе екуменизму сматрајући га за јерес. Канонски признате цркве Грчке, Румуније и Бугарске сматрају старокалендарце расколницима.
На Светој Гори један од 20 манастира манастир Есфигмен као и неколико монашких зилотских заједница скитова и келија не прихватају нови календар и екуменизам. Сам Есфигмен има око 100 зилотских монаха.
У Србији постоји зилотски покрет који себе назива Српска Истински Православна Црква (СИПЦ) предвођен Епископом Акакијем Станковићем. Оштри су противници екуменизма и сергијанизма. СИПЦ у Србији поседује своје манастире и парохије, укупно има око неколико стотина верника.
Канонски призната Српска Православна Црква их не признаје као неканонску расколничку заједницу.
Не постоји јединствена црквена организација Истинитог Православља, а у њега се обично сврставају следеће цркве:
- Српска истински православна црква
- Руска истински православна црква
- Грчка истински православна црква
- Бугарска старокалендарска православна црква
- Румунска старокалендарска православна црква